# La Matanza (Orihuela)
La Matanza—también conocida como Parroquia La Matanza— es una pedanía del Municipio de Orihuela, en la comarca de la Vega Baja del Segura, en la Provincia de Alicante. Cuenta con 1000 habitantes (INE 2018) y una extensión de 25 km².
Este pequeño pueblo está situado a 73m s. n. m. de altitud al sur de la Provincia de Alicante y linda con la Provincia de Murcia

## Barrios
La Matanza es una pedanía dispersa compuesta por muchas barriadas. Algunas de ellas son: 
- Las Siete casas
- La Parroquia
- Los Garcías
- Los Mateos
- La Casa Nueva
- Lo Marqués
- Los Quicos
- Los Mejías
- La Balsa
- Los Yagües
- La Haciendesica
- Los Marcos
- Los Martínez
- El Cabecico Pelao
- Los Rocamoras
- La Baronesa
- Los Barrios
- La Loma
- Los Ruices
- Los López
- Lo Peñaranda
- Las Majadas II
- Los Perez
- Las Nogalas
- Los Cristobales
- EL Llano
- El Hondo
- El Tío Sandalio
- El Alto
- Los Jaimes
- Los Cutillas
- Bº San José
- Las Catalinas
- Camino Fortuna

Barrios como La Parroquia o Las Siete Casas son los principales núcleos del pueblo.

## Alcaldía
Actualmente el alcalde es José Vegara Durá, por el PP.

## Toponimia
El nombre de La Matanza tiene su origen en muchas batallas presenciadas en este pueblo, ocurridas en la época de los Musulmanes, aunque este dato se contradice por algunos apuntes en los registros del Ay. de Orihuela, en los que hacen referencia a que cuando el rey D. Jaime de Aragón, conquistador de los Sarracenos, miro desde la sierra de Alcaraz a la llanura en la que se encontraba la que hoy en día se conoce como La Matanza de Orihuela, y preguntó:
-¿Cómo se llama esa llanura?
Y unos ancianos le contestaron: - El Campo de La Matanza, y el nombre viene de ahí por una batalla muy sangrienta en tiempos antiguos.
Por lo tanto estas son dos posibles opiniones contrastadas con la época, que ciertas o no, ahí están.

## Fiestas
La Matanza tiene dos fiestas:
- Las Fiestas patronales de octubre: 2 semanas
- Las Fiestas en honor a la Virgen del Remedio (Patrona del pueblo), en junio: 1 semana

## Aparición de La Virgen del Remedio
Todo ocurrió el 2 de junio de 1808, con la guerra de la Independencia de España recién iniciada, sobre la una de la madrugada aproximadamente, cuando varias personas (en su mayoría mujeres) que rezaban en la Iglesia para que se acabase la masacre que estaban haciendo los franceses a los habitantes de muchos pueblos de alrededor, cuando un destello brillante que estaba en lo alto de un ciprés cercano a la Iglesia hizo llamar la atención a una mujer que al verlo y distinguir la silueta de una mujer entró de nuevo a la Igelesia gritando y proclamando lo visto. Cuando las personas que había en la Iglesia salieron y vieron aquello no daban crédito. Aunque no lo distinguieron bien, según afirmaron aquellas personas era un bulto blanco muy semejante a la Virgen del Remedio, y unas cuantas gritaron: - La Virgen está en el ciprés. Esta estaba balanceándose aún en el ciprés, haciendo ademán de caerse pero sin que esto ocurriera. 
Más tarde la Virgen desapareció y consigo el ciprés, dejando solo un palmito de ciprés.
- Datos: Q5964295
- Multimedia: La Matanza (Orihuela) / Q5964295